# Georgij Czułkow
Georgij Iwanowicz Czułkow, ros. Гео́ргий Ива́нович Чулко́в (ur. 20 stycznia?/1 lutego 1879 w Moskwie, zm. 1 stycznia 1939 tamże) – rosyjski poeta, pisarz, redaktor oraz krytyk tworzący w nurcie rosyjskich symbolistów. Był twórcą oraz popularyzatorem idei anarchizmu mistycznego.

## Życiorys
Urodził się w Moskwie w rodzinie zubożałego szlachcica z Tambowa. Studiował medycynę na Uniwersytecie Moskiewskim w latach 1898–1901. Po wstąpieniu do rewolucyjnej organizacji studenckiej został aresztowany w grudniu 1901 i zesłany do wsi Amga na Syberii. Otrzymał amnestię w 1903 i pozwolono mu osiedlić się w Niżnym Nowogrodzie, gdzie mieszkał przez rok.
W 1904 Czułkow przeprowadził się do Petersburga i został de facto redaktorem czasopisma literackiego „Nowa droga” (ros. Иовый путь), którego wydawcami byli Dmitrij Mereżkowski i Zinaida Gippius. Kiedy publikacja czasopisma została zawieszona w styczniu 1905, podczas zawirowań rewolucyjnych, Czułkow przeniósł się do czasopisma „Problemy życia” (ros. Вопросы жизни), gdzie współpracował m.in. z Nikołajem Bierdiajewem, Siergiejem Bułhakowem i Nikołajem Łoskim, aż do zamknięcia redakcji w grudniu 1905.
W 1906 Czułkow wydał Pochodnie (ros. Факелы), antologię pism symbolistycznych, wzywającą tym samym rosyjskich pisarzy do porzucenia symbolizmu oraz dekadencji i przejścia do „nowego mistycznego doświadczenia”. Wykreowana przez Czułkowa idea mistycznego anarchizmu miała potwierdzać indywidualizm i podkreślała wewnętrzną wolność jednostki, która odmawiała jakiejkolwiek formy kontroli nad nią, w tym społecznej i politycznej.
Tego samego roku kontynuował swój manifest mistycznego anarchizm. Rosyjscy poeci tacy jak Aleksandr Błok, a zwłaszcza Wiaczesław Iwanow, poparli nowy ruch, podczas gdy Walerij Briusow – redaktor wiodącego czasopisma o symbolice „Balans” (ros. Весы́), a także Andriej Bieły, byli mu przeciwni.
Czułkow opublikował szereg powieści, wierszy i opowiadań między 1906, a wybuchem I wojny światowej. Wstąpił wówczas do Armii Imperium Rosyjskiego. Po wojnie oraz rosyjskiej wojnie domowej wrócił do pisania, jednak spotkał się z trudnościami ze strony władz sowieckich przy publikacji poezji i fikcji: m.in. jego niepublikowane wiersze wyśmiewały marksizm. Po 1922 skoncentrował się na krytyce literackiej i historii Rosji. W latach 1925–1939 publikował książki dotyczące rewolty dekabrystów, Fiodor Tiutczewa, Aleksandra Puszkina, Fiodora Dostojewskiego, Don Kichota czy dynastii Romanowów w XIX wieku.
Zmarł 1 stycznia 1939 z powodu gruźlicy. Pochowano go na cmentarzu Nowodziewiczym.